# Грандони, Алессандро
Алессандро Грандони (итал. Alessandro Grandoni; род. 22 июля 1977, Терни, Умбрия) — итальянский футболист, защитник, и тренер.

## Клубная карьера
Молодёжную и начало профессиональной карьеры провёл в клубе «Тернана». Летом 1995 года перешёл в Лацио, за который год спустя дебютировал в Серии A. В последнем сезоне за римский клуб стал обладателем национального кубка и помог команде дойти до финала Кубка УЕФА 1997/98.
С июня 1998 по январь 2004 играл за «Сампдорию», которая в это время играла в Серии A и в Серии B.
В январе 2004 года Грандони был отдан в аренду в «Модену», где его регулярно использовали в качестве основы, но в конце сезона клуб вылетел из Серии А. В том же году перешёл в «Ливорно», в котором в первом сезоне сыграл 25 матчей в чемпионате. Всего за «темно-красных» Грандони провёл 6 сезонов, за которые сыграл в 162 матчах, включая 7 матчей в Кубке УЕФА.
31 августа 2008 года стал игроком команды «Галлиполи», которая в то время впервые в своей истории вышла в Серию B. 17 августа 2010 Грандони подписал присоединился к «Олимпиакосу» из города Волос, но несколько дней спустя по обоюдному согласию покинул клуб. После чего стал тренироваться со «Спортингом» из Терни из Серии D, с которым 2 января 2011 года подписал контракт. По окончании сезона 2011/12 завершил карьеру футболиста в возрасте 35 лет.

## Международная карьера
с 1997 по 2000 года постоянно входил в состав молодёжной сборной Италии, которой руководил Марко Тарделли. Также был капитаном сборной на молодёжном чемпионате Европы 2000 в Словакии, где итальянцы взяли золотые медали.
В 1997 году сыграл 4 матча на Средиземноморских играх за сборную до 23 лет.
В 2000 году был включен в состав олимпийской сборной на Олимпийские игры 2000 в Сиднее.

## Карьера тренера
После завершения карьеры футболиста Грандони начал карьеру тренера. 29 июня 2014 года был назначен тренером молодёжного состава «Фиорентины», а с сентября 2016 года он стал тренером молодёжного состава «Пизы».
В ноябре 2017 года он принял предложение стать главным тренером клуба «Скандиччи» из Серии D, которому он помог избежать вылета в конце сезона. В июне 2018 возглавил «Савону», которой руководил до конца сезона 2018/19.
17 июля 2019 года стал главным тренером в клубе «Кьети».

## Достижения

### Командные
- Обладатель Кубка Италии: 1997/98

### Международные
- Чемпион Европы среди юношей до 21 года: 2000